# Abstrakcja liryczna
Abstrakcja liryczna – termin w sztuce współczesnej wprowadzony w 1947 roku we Francji przez Georges'a Mathieu na określenie różnych odmian abstrakcji niegeometrycznej. Termin używany jest najczęściej synonimicznie z informelem i taszyzmem.